# Californian Soil
Californian Soil es el tercer álbum de estudio de la banda británica de indie pop London Grammar. Fue publicado el 16 de abril de 2021 por Metal & Dust y Ministry of Sound. El lanzamiento del álbum fue precedido por la publicación de cuatro sencillos: "Baby It's You",, "Lose Your Head" y "How Does It Feel".

## Producción
Temáticamente, aunque sigue existiendo una colaboración compositiva de toda la banda, el álbum está fuertemente influido por las vivencias personales de la vocalista Hannah Reid. Dot Major enfatizó que la banda apoyó la dirección de Reid para el álbum; "Líricamente, Californian Soil trata en gran medida de la experiencia de Hannah".
La escritura y preparación del álbum comenzó en 2017 en el estudio de casa de Rothamn. Era la primera vez que la banda comenzaba la producción de un álbum sin un productor ejecutivo. "How Does It Feel" y "Call Your Friends" fueron escritas inicialmente por Reid y el productor Steve Mac en sesiones de escritura separadas, antes de que finalmente el resto de la banda finalizara las canciones. El álbum se completó en 2019 e inicialmente estaba programado para su lanzamiento en 2020. Sin embargo, la banda optó por retrasar el lanzamiento hasta 2021 debido a la Pandemia de COVID-19. El álbum fue lanzado el 16 de abril de 2021.

## Recepción
Californian Soil recibió críticas generalmente positivas de los críticos musicales. En Metacritic, que asigna una puntuación normalizada sobre 100 a las calificaciones de las publicaciones, el álbum recibió una puntuación promedio de 77 según 10 reseñas. Christopher Hamilton-Peach de The Line of Best Fit dijo que "London Grammar utiliza Californian Soil para perfeccionar sus exuberantes sonidos y abrazar el futuro". Hannah Mylrea de NME escribió que "London Grammar se está revitalizado... tienen más confianza y son más divertidos que nunca".
Alim Kheraj, de The Guardian, afirmó que "el trío británico se apega a imágenes emotivas y suaves, pero hay pequeños pasos sonoros hacia adelante". Escribiendo para Pitchfork, Hannah Jocelyn escribió que "el tercer álbum del trío de pop electrónico del Reino Unido se basa en un sentido renovado de extroversión y energía, que no siempre puede superar sus errores líricos y de producción". Al elogiar el sonido y el tono surrealistas del álbum, Neil McCormick del Daily Telegraph dijo que el álbum era "hipnóticamente convincente". Sin embargo, Charles Lyons-Burt de Slant Magazine consideró que "la voluntad de la banda de aprovechar las últimas tendencias sonoras es un éxito y (en su mayoría) fracaso".

## Lista de canciones
| Californian Soil |                       |          |  |
| N.º              | Título                | Duración |  |
| 1.               | «Intro»               | 2:25     |  |
| 2.               | «Californian Soil»    | 3:41     |  |
| 3.               | «Missing»             | 3:35     |  |
| 4.               | «Lose Your Head»      | 3:19     |  |
| 5.               | «Lord It's a Feeling» | 4:12     |  |
| 6.               | «How Does It Feel»    | 3:31     |  |
| 7.               | «Baby It's You»       | 4:02     |  |
| 8.               | «Call Your Friends»   | 3:11     |  |
| 9.               | «All My Love»         | 4:32     |  |
| 10.              | «Talking»             | 3:23     |  |
| 11.              | «I Need the Night»    | 4:20     |  |
| 12.              | «America»             | 4:05     |  |